# كارول سوتون
كارول سوتون (بالإنجليزية: Carol Sutton)‏ هي صحفية أمريكية، ولدت في 29 يونيو 1933 في لويفيل في الولايات المتحدة، وتوفي بنفس المكان في 19 فبراير 1985.